# National Centre for Biological Sciences
 (juin 2023).
La mise en forme du texte ne suit pas les recommandations de Wikipédia : il faut le « wikifier ».
Les points d'amélioration suivants sont les cas les plus fréquents. Le détail des points à revoir est peut-être précisé sur la page de discussion.
- Les titres sont pré-formatés par le logiciel. Ils ne sont ni en capitales, ni en gras.
- Le texte ne doit pas être écrit en capitales (les noms de famille non plus), ni en gras, ni en italique, ni en « petit »…
- Le gras n'est utilisé que pour surligner le titre de l'article dans l'introduction, une seule fois.
- L'italique est rarement utilisé : mots en langue étrangère, titres d'œuvres, noms de bateaux, etc.
- Les citations ne sont pas en italique mais en corps de texte normal. Elles sont entourées par des guillemets français : « et ».
- Les listes à puces sont à éviter, des paragraphes rédigés étant largement préférés. Les tableaux sont à réserver à la présentation de données structurées (résultats, etc.).
- Les appels de note de bas de page (petits chiffres en exposant, introduits par l'outil «  Source ») sont à placer entre la fin de phrase et le point final[comme ça].
- Les liens internes (vers d'autres articles de Wikipédia) sont à choisir avec parcimonie. Créez des liens vers des articles approfondissant le sujet. Les termes génériques sans rapport avec le sujet sont à éviter, ainsi que les répétitions de liens vers un même terme.
- Les liens externes sont à placer uniquement dans une section « Liens externes », à la fin de l'article. Ces liens sont à choisir avec parcimonie suivant les règles définies. Si un lien sert de source à l'article, son insertion dans le texte est à faire par les notes de bas de page.
- La présentation des références doit suivre les conventions bibliographiques. Il est recommandé d'utiliser les modèles {{Ouvrage}}, {{Chapitre}}, {{Article}}, {{Lien web}} et/ou {{Bibliographie}}. Le mode d'édition visuel peut mettre en forme automatiquement les références.
- Insérer une infobox (cadre d'informations à droite) n'est pas obligatoire pour parachever la mise en page.

Pour une aide détaillée, merci de consulter Aide:Wikification.
Si vous pensez que ces points ont été résolus, vous pouvez retirer ce bandeau et améliorer la mise en forme d'un autre article.
Le National Centre for Biological Sciences ou NCBS, est un centre de recherche indien spécialisé dans la recherche en biologie, se trouvant à Bangalore, Karnataka. Fondé en 1982, le centre fait partie de l'Institut Tata de recherche fondamentale (TIFR), sous le patronage du Département de l'énergie atomique du gouvernement indien,. Le NCBS a pour mission de mener des recherches fondamentales et interdisciplinaires dans les domaines frontières de la biologie. Les intérêts de recherche des équipes de recherche du centre se situent dans quatre grands domaines allant de l'étude des molécules uniques à la biologie des systèmes. Le centre est créé en 1992, sous l'impulsion d'Obaid Siddiqi (7 janvier 1932 - 26 juillet 2013) qui devint le premier directeur du NCBS. Il a apporté des contributions décisives au domaine de la neurogénétique comportementale en utilisant la drosophile comme modèle pour étudier la génétique et la neurobiologie.

## Domaines de recherche
Le NCBS se concentre sur la recherche fondamentale dans divers domaines de la biologie, notamment la biochimie, la biophysique, la bioinformatique, la neurobiologie, l'organisation et la signalisation cellulaire, la génétique et le développement, la théorie et la modélisation des systèmes biologiques, l'écologie et l'évolution, etc. 

## Enseignement
Le NCBS propose des doctorats, des doctorats intégrés et des Masters Recherche dans ces domaines. Il offre également des Masters en Biologie de la conservation une année sur deux. Jusqu'en 2016, ce programme a produit plus de 182 titulaires de doctorat et 65 titulaires de master en Biologie de la conservation.

## Centres et programmes
En plus de divers laboratoires de recherche, le NCBS héberge les centres ou programmes de recherche suivants :
- Le Centre Simons pour l'étude des machines vivantes[6]
- Centre lipidique NCBS-Max Planck[7]
- Écologie chimique[8]
- Programme d'accélération pour la découverte des troubles cérébraux à l'aide de cellules souches (ADBS)[9]
- Master en biologie de la conservation[10]

## Affiliations

### Tata Institute of Fundamental Research (TIFR)
Le NCBS est affilié à l'organisme de recherche scientifique Tata Institute of Fundamental Research, situé à Bombay, qui délivre les diplômes de master et de doctorat.

### Bio-cluster de Bangalore
Le NCBS participe à un certain nombre d'initiatives collaboratives, telles que l'Institut de biologie des cellules souches et de médecine régénérative (inStem) et le Centre des plateformes cellulaires et moléculaires (C-CAMP). Ensemble, ces trois institutions font partie du bio-cluster de Bangalore, regroupant la recherche fondamentale, les études translationnelles et le développement technologique.

## Controverses et allégations
En 2020-2021, de multiples allégations sont apparues dans PubPeer, selon lesquelles certains professeurs du NCBS auraient été impliqués dans la manipulation de données dans leurs publications, ce qui a donné lieu à une enquête interne et à une rétractation d'un article scientifique de la part de Nature Chemical Biology,.